# Matthew Temple
Matthew Temple (20 juni 1999) is een Australische zwemmer. Hij vertegenwoordigde zijn vaderland op de Olympische Zomerspelen 2020 in Tokio.

## Carrière
Bij zijn internationale debuut, op de wereldkampioenschappen zwemmen 2019 in Gwangju, eindigde Temple als zesde op de 100 meter vlinderslag, op de 200 meter vlinderslag strandde hij in de halve finales. Op de 4×100 meter wisselslag eindigde hij samen met Mitch Larkin, Matthew Wilson en Kyle Chalmers op de vijfde plaats. Samen met Minna Atherton, Matthew Wilson en Bronte Campbell zwom hij in de series van de gemengde 4×100 meter wisselslag, in de finale werd Wilson samen met Mitch Larkin, Emma McKeon en Cate Campbell wereldkampioen. Voor zijn aandeel in de series werd Temple beloond met de gouden medaille.
Tijdens de Olympische Zomerspelen van 2020 in Tokio eindigde hij als vijfde op de 100 meter vlinderslag, daarnaast werd hij uitgeschakeld in de series van de 200 meter vlinderslag. Op de 4×100 meter vrije slag veroverde hij samen met Zac Incerti, Alexander Graham en Kyle Chalmers de bronzen medaille, samen met Mitch Larkin, Zac Stubblety-Cook en Kyle Chalmers eindigde hij als vijfde op de 4×100 meter wisselslag. Op de gemengde 4×100 meter wisselslag behaalde hij samen met Kaylee McKeown, Zac Stubblety-Cook en Emma McKeon de bronzen medaille.

## Internationale toernooien
| Jaar | Olympische Spelen                                                                                                 | WK langebaan | WK kortebaan                              | PanPacs                                   | Gemenebestspelen                          |
| ---- | --- | --- | ----------------------------------------- | ----------------------------------------- | ----------------------------------------- |
| 2019 | | 6e 100m vlinderslag · 10e 200m vlinderslag · 5e 4×100m wisselslag · 4×100m wisselslag gemengd · Temple zwom enkel de series |                                           |                                           |                                           |
| 2020 | Geen toernooien vanwege de coronapandemie                                                                         | Geen toernooien vanwege de coronapandemie                                                                                   | Geen toernooien vanwege de coronapandemie | Geen toernooien vanwege de coronapandemie | Geen toernooien vanwege de coronapandemie |
| 2021 | 5e 100m vlinderslag · 18e 200m vlinderslag · 4×100m vrije slag · 5e 4×100m wisselslag · 4×100m wisselslag gemengd | | 13-18 december                            |                                           |                                           |

## Persoonlijke records
Bijgewerkt tot en met 26 juli 2021
Kortebaan
| Afstand          | Tijd    | Datum            | Plaats    |
| ---------------- | ------- | ---------------- | --------- |
| 100m vlinderslag | 49,32   | 27 november 2020 | Melbourne |
| 200m vlinderslag | 1.52,25 | 26 november 2020 | Melbourne |

Langebaan
| Afstand          | Tijd    | Datum        | Plaats   |
| ---------------- | ------- | ------------ | -------- |
| 100m vrije slag  | 48,07   | 26 juli 2021 | Tokio    |
| 200m vrije slag  | 1.47,43 | 13 juni 2021 | Adelaide |
| 100m vlinderslag | 50,45   | 17 juni 2021 | Adelaide |
| 200m vlinderslag | 1.55,25 | 14 juni 2021 | Adelaide |